# Canton de Bavans
Le canton de Bavans est une circonscription électorale française du département du Doubs créée par le décret du 25 février 2014 et entrée en vigueur lors des élections départementales de 2015.

## Histoire
Un nouveau découpage territorial du Doubs (département) entre en vigueur à l'occasion des élections départementales de mars 2015, défini par le décret du 25 février 2014, en application des lois du 17 mai 2013 (loi organique 2013-402 et loi 2013-403). Les conseillers départementaux sont, à compter de ces élections, élus au scrutin majoritaire binominal mixte. Les électeurs de chaque canton élisent au Conseil départemental, nouvelle appellation du Conseil général, deux membres de sexe différent, qui se présentent en binôme de candidats. Les conseillers départementaux sont élus pour 6 ans au scrutin binominal majoritaire à deux tours, l'accès au second tour nécessitant 12,5 % des inscrits au 1er tour. En outre la totalité des conseillers départementaux est renouvelée. Ce nouveau mode de scrutin nécessite un redécoupage des cantons dont le nombre est divisé par deux avec arrondi à l'unité impaire supérieure si ce nombre n'est pas entier impair, assorti de conditions de seuils minimaux. Dans le Doubs, le nombre de cantons passe ainsi de 35 à 19.
Le canton de Bavans est formé de communes des anciens cantons de L'Isle-sur-le-Doubs (24 communes), de Montbéliard-Ouest (17 communes), de Clerval (23 communes), de Pont-de-Roide (7 communes) et de Baume-les-Dames (3 communes).
Sur le plan des intercommunalités, il regroupe  les communautés de communes de la vallée du Rupt (14 communes), des Trois Cantons (11 communes), des Isles-du-Doubs (20 communes), du Vallon de Sancey (18 communes), du Pays de Clerval  (10 communes) et la commune de Bavans.
Avec ce redécoupage administratif, le territoire du canton s'affranchit des limites d'arrondissements, avec 71 communes incluses dans l'arrondissement de Montbéliard et 3 dans l'arrondissement de Besançon. Le bureau centralisateur est situé à Bavans.

## Représentation
| Période élective | Période élective | Mandat | Mandat   | Identité          | Nuance | Nuance | Qualité |
| ---------------- | ---------------- | ------ | -------- | ----------------- | ------ | ------ | --- |
| 2015             | 2021             | 2015   | 2021     | Marie Chassery    |        | DVG    | Retraitée de la Fonction publique Maire de Dampierre-sur-le-Doubs (2008-2020)                                                         |
| 2015             | 2021             | 2015   | 2021     | Rémy Nappey       |        | LREM   | Professeur des écoles en retraite Maire de L'Isle-sur-le-Doubs (1995-2018) Ancien conseiller général du Canton de L'Isle-sur-le-Doubs |
| 2021             | 2028             | 2021   | en cours | Bruno Beaudrey    |        | LR     | Agriculteur, maire d'Étrappe, Président de la Communauté de communes des Deux Vallées Vertes                                          |
| 2021             | 2028             | 2021   | en cours | Marie-Paule Brand |        | DVD    | Gérante de maison d'hôtes à Belvoir                                                                                                   |

### Résultats détaillés

#### Élections de mars 2015
À l'issue du 1er tour des élections départementales de 2015, trois binômes sont en ballottage : Franck Bernard et Catherine Leclercq (FN, 36,52 %), Marie Chassery et Rémy Nappey (PS, 33 %) et Nathalie Atar et Frédéric Cartier (Union de la Droite, 30,48 %). Le taux de participation est de 60,27 % (14 512 votants sur 24 077 inscrits) contre 52,68 % au niveau départemental et 50,17 % au niveau national.
Au second tour, Marie Chassery et Rémy Nappey (PS) sont élus avec 34,39 % des suffrages exprimés et un taux de participation de 64,7 % (5 201 voix pour 15 579 votants et 24 077 inscrits).
Marie Chassery et Rémy Nappey ont quitté le PS. Marie Chassery siège dans la majorité en tant que DVD
Rémy Nappey est à LREM. Il est dans l'opposition.

#### Élections de juin 2021
Le premier tour des élections départementales de 2021 est marqué par un très faible taux de participation (33,26 % au niveau national). Dans le canton de Bavans, ce taux de participation est de 39,12 % (9 407 votants sur 24 049 inscrits) contre 34,1 % au niveau départemental. À l'issue de ce premier tour, deux binômes sont en ballottage : Bruno Beaudrey et Marie-Paule Brand (Union à droite, 31,08 %) et Roland Boillot et Géraldine Grangier (RN, 26,91 %).
Le second tour des élections est marqué une nouvelle fois par une abstention massive équivalente au premier tour. Les taux de participation sont de 34,3 % au niveau national, 35,83 % dans le département et 39,75 % dans le canton de Bavans. Bruno Beaudrey et Marie-Paule Brand (Union à droite) sont élus avec 63,17 % des suffrages exprimés (5 338 voix pour 9 560 votants et 24 052 inscrits),,.

## Composition
Le canton est composé de 74 communes entières à sa création.
À la suite de la fusion des communes de Sancey-le-Grand et Sancey-le-Long au 1er janvier 2016 pour former la commune nouvelle de Sancey et de celle entre Clerval et Santoche le 1er janvier 2017, puis avec Chaux-lès-Clerval le 1er janvier 2019 pour former la commune nouvelle de Pays-de-Clerval, le canton comprend soixante-et-onze communes. Ce changement est acté par un arrêté du 7 novembre 2019.
| Nom                            | Code Insee | Intercommunalité                     | Superficie (km2) | Population (dernière pop. légale) | Densité (hab./km2) | Modifier                                    |
| ------------------------------ | ---------- | ------------------------------------ | ---------------- | --------------------------------- | ------------------ | ------------------------------------------- |
| Bavans (bureau centralisateur) | 25048      | CA Pays de Montbéliard Agglomération | 8,83             | 3 566 (2022)                      | 404                | modifier les données · modifier les données |
| Accolans                       | 25005      | CC des Deux Vallées Vertes           | 5,18             | 88 (2022)                         | 17                 | modifier les données · modifier les données |
| Aibre                          | 25008      | CC du pays d'Héricourt               | 4,50             | 449 (2022)                        | 100                | modifier les données · modifier les données |
| Allondans                      | 25013      | CA Pays de Montbéliard Agglomération | 5,14             | 237 (2022)                        | 46                 | modifier les données · modifier les données |
| Anteuil                        | 25018      | CC des Deux Vallées Vertes           | 24,29            | 600 (2022)                        | 25                 | modifier les données · modifier les données |
| Appenans                       | 25019      | CC des Deux Vallées Vertes           | 4,07             | 385 (2022)                        | 95                 | modifier les données · modifier les données |
| Arcey                          | 25022      | CC des Deux Vallées Vertes           | 12,57            | 1 491 (2022)                      | 119                | modifier les données · modifier les données |
| Belvoir                        | 25053      | CC du Pays de Sancey-Belleherbe      | 9,31             | 90 (2022)                         | 9,7                | modifier les données · modifier les données |
| Berche                         | 25054      | CA Pays de Montbéliard Agglomération | 3,11             | 543 (2022)                        | 175                | modifier les données · modifier les données |
| Beutal                         | 25059      | CA Pays de Montbéliard Agglomération | 5,78             | 269 (2022)                        | 47                 | modifier les données · modifier les données |
| Blussangeaux                   | 25066      | CC des Deux Vallées Vertes           | 2,12             | 78 (2022)                         | 37                 | modifier les données · modifier les données |
| Blussans                       | 25067      | CC des Deux Vallées Vertes           | 8,04             | 188 (2022)                        | 23                 | modifier les données · modifier les données |
| Bournois                       | 25083      | CC des Deux Vallées Vertes           | 10,48            | 189 (2022)                        | 18                 | modifier les données · modifier les données |
| Branne                         | 25087      | CC des Deux Vallées Vertes           | 6,45             | 181 (2022)                        | 28                 | modifier les données · modifier les données |
| Bretigney                      | 25093      | CA Pays de Montbéliard Agglomération | 1,83             | 76 (2022)                         | 42                 | modifier les données · modifier les données |
| Chazot                         | 25145      | CC du Pays de Sancey-Belleherbe      | 5,35             | 117 (2022)                        | 22                 | modifier les données · modifier les données |
| Colombier-Fontaine             | 25159      | CA Pays de Montbéliard Agglomération | 7,66             | 1 215 (2022)                      | 159                | modifier les données · modifier les données |
| Crosey-le-Grand                | 25177      | CC du Pays de Sancey-Belleherbe      | 10,28            | 148 (2022)                        | 14                 | modifier les données · modifier les données |
| Crosey-le-Petit                | 25178      | CC du Pays de Sancey-Belleherbe      | 9,60             | 121 (2022)                        | 13                 | modifier les données · modifier les données |
| Dampierre-sur-le-Doubs         | 25191      | CA Pays de Montbéliard Agglomération | 3,16             | 452 (2022)                        | 143                | modifier les données · modifier les données |
| Désandans                      | 25198      | CC des Deux Vallées Vertes           | 5,47             | 717 (2022)                        | 131                | modifier les données · modifier les données |
| Dung                           | 25207      | CA Pays de Montbéliard Agglomération | 3,22             | 621 (2022)                        | 193                | modifier les données · modifier les données |
| Échenans                       | 25210      | CA Pays de Montbéliard Agglomération | 1,70             | 163 (2022)                        | 96                 | modifier les données · modifier les données |
| Étouvans                       | 25224      | CA Pays de Montbéliard Agglomération | 6,56             | 824 (2022)                        | 126                | modifier les données · modifier les données |
| Étrappe                        | 25226      | CC des Deux Vallées Vertes           | 2,92             | 204 (2022)                        | 70                 | modifier les données · modifier les données |
| Faimbe                         | 25232      | CC des Deux Vallées Vertes           | 1,97             | 100 (2022)                        | 51                 | modifier les données · modifier les données |
| Fontaine-lès-Clerval           | 25246      | CC des Deux Vallées Vertes           | 11,50            | 259 (2022)                        | 23                 | modifier les données · modifier les données |
| Gémonval                       | 25264      | CC des Deux Vallées Vertes           | 3,39             | 82 (2022)                         | 24                 | modifier les données · modifier les données |
| Geney                          | 25266      | CC des Deux Vallées Vertes           | 4,33             | 125 (2022)                        | 29                 | modifier les données · modifier les données |
| L'Hôpital-Saint-Lieffroy       | 25306      | CC des Deux Vallées Vertes           | 3,43             | 122 (2022)                        | 36                 | modifier les données · modifier les données |
| Hyémondans                     | 25311      | CC des Deux Vallées Vertes           | 6,87             | 203 (2022)                        | 30                 | modifier les données · modifier les données |
| L'Isle-sur-le-Doubs            | 25315      | CC des Deux Vallées Vertes           | 10,67            | 2 812 (2022)                      | 264                | modifier les données · modifier les données |
| Issans                         | 25316      | CA Pays de Montbéliard Agglomération | 2,72             | 241 (2022)                        | 89                 | modifier les données · modifier les données |
| Laire                          | 25322      | CC du pays d'Héricourt               | 3,17             | 410 (2022)                        | 129                | modifier les données · modifier les données |
| Lanans                         | 25324      | CC du Pays de Sancey-Belleherbe      | 10,05            | 162 (2022)                        | 16                 | modifier les données · modifier les données |
| Lanthenans                     | 25327      | CC des Deux Vallées Vertes           | 3,36             | 70 (2022)                         | 21                 | modifier les données · modifier les données |
| Longevelle-sur-Doubs           | 25345      | CA Pays de Montbéliard Agglomération | 8,31             | 653 (2022)                        | 79                 | modifier les données · modifier les données |
| Lougres                        | 25350      | CA Pays de Montbéliard Agglomération | 5,97             | 725 (2022)                        | 121                | modifier les données · modifier les données |
| Mancenans                      | 25365      | CC des Deux Vallées Vertes           | 11,94            | 318 (2022)                        | 27                 | modifier les données · modifier les données |
| Marvelise                      | 25369      | CC des Deux Vallées Vertes           | 4,21             | 150 (2022)                        | 36                 | modifier les données · modifier les données |
| Médière                        | 25372      | CC des Deux Vallées Vertes           | 5,73             | 282 (2022)                        | 49                 | modifier les données · modifier les données |
| Montenois                      | 25394      | CA Pays de Montbéliard Agglomération | 8,03             | 1 394 (2022)                      | 174                | modifier les données · modifier les données |
| Onans                          | 25431      | CC des Deux Vallées Vertes           | 14,21            | 366 (2022)                        | 26                 | modifier les données · modifier les données |
| Orve                           | 25436      | CC du Pays de Sancey-Belleherbe      | 5,51             | 58 (2022)                         | 11                 | modifier les données · modifier les données |
| Pays-de-Clerval                | 25156      | CC des Deux Vallées Vertes           | 22,55            | 1 161 (2022)                      | 51                 | modifier les données · modifier les données |
| Pompierre-sur-Doubs            | 25461      | CC des Deux Vallées Vertes           | 8,16             | 298 (2022)                        | 37                 | modifier les données · modifier les données |
| Présentevillers                | 25469      | CA Pays de Montbéliard Agglomération | 3,83             | 468 (2022)                        | 122                | modifier les données · modifier les données |
| La Prétière                    | 25470      | CC des Deux Vallées Vertes           | 2,71             | 160 (2022)                        | 59                 | modifier les données · modifier les données |
| Rahon                          | 25476      | CC du Pays de Sancey-Belleherbe      | 5,69             | 136 (2022)                        | 24                 | modifier les données · modifier les données |
| Randevillers                   | 25478      | CC du Pays de Sancey-Belleherbe      | 4,36             | 111 (2022)                        | 25                 | modifier les données · modifier les données |
| Rang                           | 25479      | CC des Deux Vallées Vertes           | 10,32            | 389 (2022)                        | 38                 | modifier les données · modifier les données |
| Raynans                        | 25481      | CA Pays de Montbéliard Agglomération | 4,03             | 337 (2022)                        | 84                 | modifier les données · modifier les données |
| Roche-lès-Clerval              | 25496      | CC des Deux Vallées Vertes           | 5,34             | 98 (2022)                         | 18                 | modifier les données · modifier les données |
| Saint-Georges-Armont           | 25516      | CC des Deux Vallées Vertes           | 4,74             | 125 (2022)                        | 26                 | modifier les données · modifier les données |
| Saint-Julien-lès-Montbéliard   | 25521      | CA Pays de Montbéliard Agglomération | 3,81             | 158 (2022)                        | 41                 | modifier les données · modifier les données |
| Saint-Maurice-Colombier        | 25524      | CA Pays de Montbéliard Agglomération | 13,29            | 889 (2022)                        | 67                 | modifier les données · modifier les données |
| Sainte-Marie                   | 25523      | CA Pays de Montbéliard Agglomération | 7,17             | 655 (2022)                        | 91                 | modifier les données · modifier les données |
| Sancey                         | 25529      | CC du Pays de Sancey-Belleherbe      | 30,57            | 1 364 (2022)                      | 45                 | modifier les données · modifier les données |
| Semondans                      | 25540      | CA Pays de Montbéliard Agglomération | 2,77             | 306 (2022)                        | 110                | modifier les données · modifier les données |
| Servin                         | 25544      | CC du Pays de Sancey-Belleherbe      | 10,03            | 200 (2022)                        | 20                 | modifier les données · modifier les données |
| Sourans                        | 25552      | CC des Deux Vallées Vertes           | 4,20             | 116 (2022)                        | 28                 | modifier les données · modifier les données |
| Soye                           | 25553      | CC des Deux Vallées Vertes           | 13,89            | 364 (2022)                        | 26                 | modifier les données · modifier les données |
| Surmont                        | 25554      | CC du Pays de Sancey-Belleherbe      | 7,38             | 123 (2022)                        | 17                 | modifier les données · modifier les données |
| Valonne                        | 25583      | CC du Pays de Sancey-Belleherbe      | 8,33             | 265 (2022)                        | 32                 | modifier les données · modifier les données |
| Vaudrivillers                  | 25590      | CC du Pays de Sancey-Belleherbe      | 3,65             | 78 (2022)                         | 21                 | modifier les données · modifier les données |
| Vellerot-lès-Belvoir           | 25595      | CC du Pays de Sancey-Belleherbe      | 6,04             | 95 (2022)                         | 16                 | modifier les données · modifier les données |
| Vellevans                      | 25597      | CC du Pays de Sancey-Belleherbe      | 13,54            | 247 (2022)                        | 18                 | modifier les données · modifier les données |
| Vernois-lès-Belvoir            | 25607      | CC du Pays de Sancey-Belleherbe      | 4,68             | 51 (2022)                         | 11                 | modifier les données · modifier les données |
| Le Vernoy                      | 25608      | CC du pays d'Héricourt               | 3,30             | 180 (2022)                        | 55                 | modifier les données · modifier les données |
| Villars-sous-Écot              | 25618      | CA Pays de Montbéliard Agglomération | 11,48            | 338 (2022)                        | 29                 | modifier les données · modifier les données |
| Vyt-lès-Belvoir                | 25635      | CC du Pays de Sancey-Belleherbe      | 7,54             | 183 (2022)                        | 24                 | modifier les données · modifier les données |
| Canton de Bavans               | 2503       |                                      | 516,39           | 30 439 (2022)                     | 59                 | modifier les données                        |

## Démographie
En 2022, le canton comptait 30 439 habitants, en évolution de −2,99 % par rapport à 2016 (Doubs : +1,88 %, France hors Mayotte : +2,11 %).
| 2013   | 2018   | 2022   |
| ------ | ------ | ------ |
| 31 521 | 30 939 | 30 439 |